# Higiene del asesino

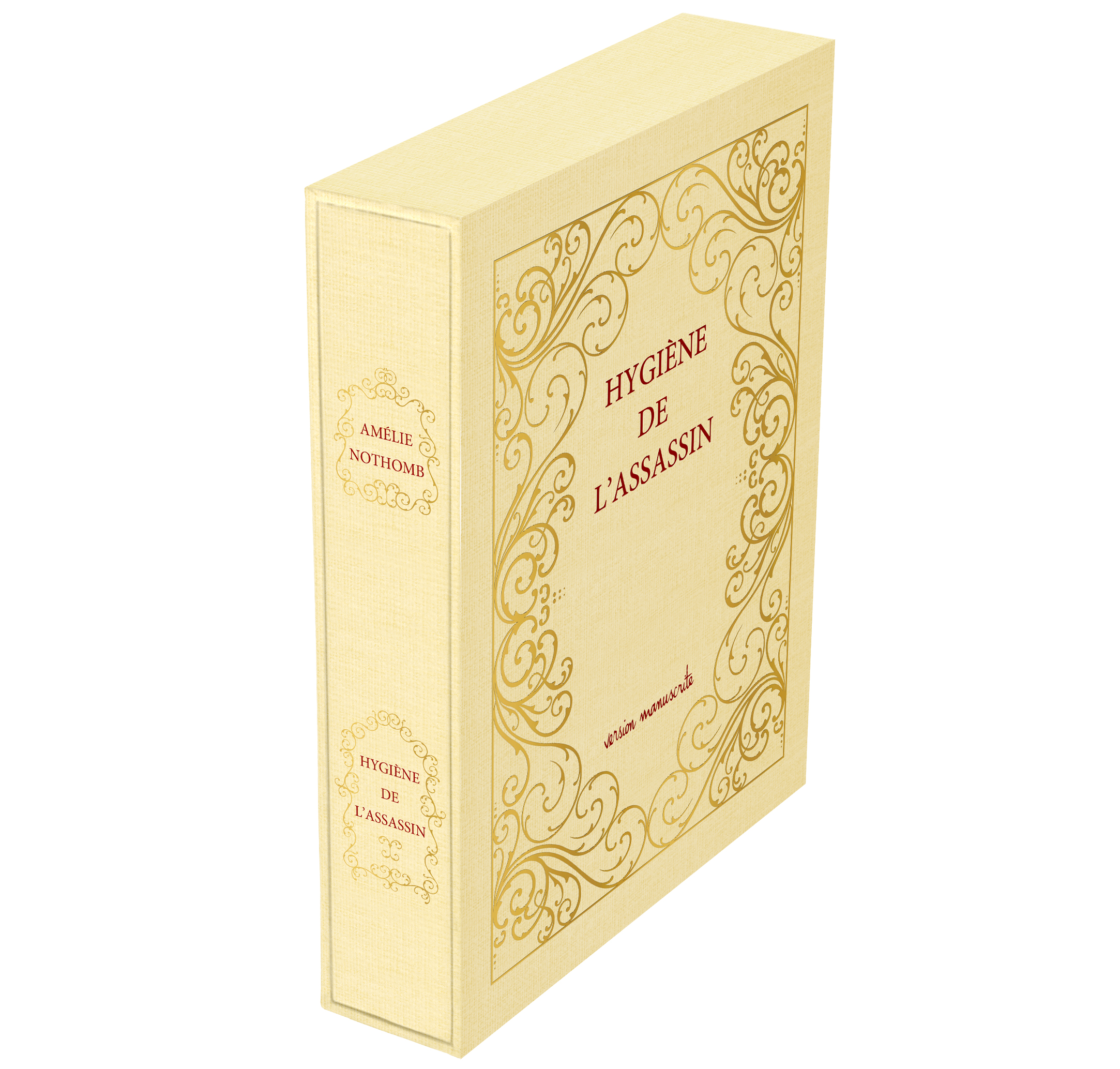
Manuscrito de "Higiene del asesino"

Higiene del asesino (Hygiène de l'assassin) es la primera novela de Amélie Nothomb. Fue publicada en francés en 1992 en la editorial francesa Albin Michel y en español en 1996 en la editorial Circe. La novela se compone casi exclusivamente de diálogos.

## Sinopsis
Al famoso novelista Prétextat Tach le han diagnositcado el síndrome de "Elzenveiverplatz», cáncer de cartílagos (inventado por la autora) y sólo le quedan dos meses de vida. En seguida, muchos periodistas se apresuran a conseguir el testimonio de Tach, que les servirá de primicia. Pero tras las primeras entrevistas, el lector se da cuenta de que Tach es un obeso y misántropo de la peor calaña, mordaz, intolerante, provocador y misógino, que no soporta para nada las preguntas que le hacen sobre su vida privada y que usa su audacia hasta conseguir dirigir él mismo la conversación y sumir a sus víctimas de la prensa en la desesperación. En consecuencia, todas las entrevistas se hacen cortas y dejan a sus candidatos sin primicia, hasta que le toca a una persona desconocida imponerse como hostigadora del novelista.

## Personajes
Solo hay tres personajes principales: Pretextat Tach, Nina y Léopoldine.
Aparecen varios periodistas.

## Manuscrito
Con motivo del vigésimo aniversario de la publicación de la novela, el manuscrito en francés se publicó en septiembre de 2012 en la editorial Éditions des Saints-Pères en una versión numerada.

## Recepción
La novela ganó el premio René-Fallet y el premio Alain-Fournier en 1993 .